# Бейрут (провінція)
Провінція Бейрут (араб. محافظة بيروت) — одна з провінцій (мохафаз) Лівану.
Адміністративний центр провінції — місто Бейрут. Площа провінції становить 19,8 км2.

## Райони
Провінція складається з одного району.
| Ліван | Це незавершена стаття з географії Лівану. Ви можете допомогти проєкту, виправивши або дописавши її. |